# رونالد ارمسترونغ جونز
رونالد ارمسترونغ جونز (بالإنجليزية: Ronald Armstrong Jones)‏ محامي وعسكري بريطاني (ولد في لندن يوم 18 مايو من العام 1899) شارك في الحرب العالمية الأولى في صفوف الجيش البريطاني، وهو والد انطوني ارمسترونغ زوج الأميرة مارجريت ابنة الملك جورج السادس ملك المملكة المتحدة، والشقيقة الصغرى للملكة إليزابيث الثانية.